# Våffelväv
Våffelväv är en vävteknik som ger tyget ett mönster likt våffeljärnets mönster. Både på tygets rätsida och avigsida finns löst liggande varp- och väftflotteringar (inslag) som är grupperade i rutor med tuskaft emellan.